# كون كيونغ هو
كون كيونغ هو (هانغل: 권경호) هو لاعب كرة قدم كوري جنوبي في مركز الوسط، ولد في 12 يوليو 1986 في كوريا الجنوبية. لعب مع Goyang KB Kookmin Bank FC ‏.